# Abutilon giganteum
Abutilon giganteum är en malvaväxtart som först beskrevs av Nikolaus Joseph von Jacquin, och fick sitt nu gällande namn av Robert Sweet. Abutilon giganteum ingår i släktet klockmalvor, och familjen malvaväxter. Inga underarter finns listade i Catalogue of Life.